# Hannah Stockbauer
Hannah Stockbauer; bürgerlich: Hannah Stockbauer-Kreuzmann (* 7. Januar 1982 in Nürnberg) ist eine ehemalige deutsche Schwimmerin. Sie ist mehrfache Welt- und Europameisterin.

## Werdegang
Hannah Stockbauer betrieb ab ihrem vierten Lebensjahr Schwimmen als Leistungssport. Sie galt als größte Hoffnung des deutschen Schwimmsports nach Franziska van Almsick. Ihre Spezialdisziplinen waren die mittleren und langen Freistilstrecken (400, 800 und 1500 m). Sie schwamm für die SSG 81 Erlangen. Noch während ihrer aktiven Zeit benannte die Stadt Erlangen die Schwimmhalle nach ihr, in der sie täglich trainierte.
Von 2002 bis 2004 studierte sie Geographie an der Universität in Erlangen und war zu der Zeit auch Werkstudentin beim Siemens-Konzern. Nach den Olympischen Spielen 2004 in Athen, bei denen sie eine Bronzemedaille gewann und dafür am 16. März 2005 mit dem Silbernen Lorbeerblatt ausgezeichnet wurde, begann sie dort eine Ausbildung zur Industriekauffrau. Mittlerweile ist sie in Duisburg für die Siemens Energy AG tätig.
Am 9. Oktober 2005 gab Stockbauer ihren Rücktritt vom Schwimmsport bekannt.
Danach trainierte sie bis 2008 den Nachwuchs des Duisburger Schwimm-Teams.

## Privatleben
Stockbauer lebt in Duisburg und ist seit den Schwimmweltmeisterschaften 2001 mit dem Mitglied der deutschen Wasserballnationalmannschaft Tobias Kreuzmann liiert, den sie im Juli 2017 heiratete. Sie haben zwei Töchter (* 2011, * 2014).

## Erfolge
Stockbauer kann auf viele sportliche Erfolge zurückblicken. Sie war mehrmalige deutsche Meisterin, fünfmalige Welt- und dreimalige Europameisterin. Bei den Schwimmweltmeisterschaften 2001 erzielte sie mehrere Europarekorde unter anderem über 800 und 1500 m Freistil. Bei den Schwimmweltmeisterschaften 2003 war Stockbauer mit drei Goldmedaillen die erfolgreichste Athletin.
2001 und 2003 wurde sie als deutsche Sportlerin des Jahres und 2003 als Weltschwimmerin des Jahres ausgezeichnet.
Bei den Olympischen Spielen 2004 in Athen schied sie über die 400 und 800 m Freistil bereits in den Vorläufen aus. Lediglich mit der 4×200-m-Freistilstaffel gewann sie die Bronzemedaille.

### Erfolge bei Olympischen Spielen
2004
- 1 × Bronze: 4 × 200 m Freistil

### Erfolge bei Weltmeisterschaften
2001
- 2 × Gold: 800 m Freistil; 1500 m Freistil
- 1 × Silber: 4 × 200 m Freistil
- 1 × Bronze: 400 m Freistil

2003
- 3 × Gold: 400 m Freistil; 800 m Freistil; 1500 m Freistil

### Erfolge bei Europameisterschaften
1999
- 2 × Gold: 800 m Freistil; 4 × 200 m Freistil

2002
- 1 × Gold: 4 × 200 m Freistil
- 1 × Bronze: 800 m Freistil

## Auszeichnungen
- Sportlerin des Jahres 2001
- Europäische Schwimmerin des Jahres 2003
- Sportlerin des Jahres 2003